# Єловський район
Єловський район (рос. Еловский район) — адміністративно-територіальна одиниця в складі Пермського краю Росії.
Адміністративний центр району — село Єлово.  

## Географія
Єловський район розташований в південно-західній частині Пермського краю, межує з Осинським, Бардимським, Куєдинським, з Чайковським районами, а на півночі землі району безпосередньо примикає протягом 60 км до Воткинського водосховища. За судновим ходом Воткинського водосховища район межує з Частинським районом і з Удмуртською Республікою.
Природні ресурси
Головним багатством району є ліс, родовища нафти та газу (Малоусинське і Андріївське), цегляних глин (Єловське, Ново-Єловське, Хрестовське), запаси піщано-гравійних сумішей, водні біоресурси Воткинського водосховища.

## Населення
Населення - 8591 осіб (2020). 
Національний склад
За переписом 2010 року, з 10 743 чоловік загального населення: росіяни - 10 194 (94,89%); чуваші - 181 (1,68%); татари - 88 (0,82%); башкири - 54 (0,5%); інших національностей (українці, комі-пермяки, удмурти та інші) - менш ніж по 0,5%.

## Економіка
Економіка району відноситься до аграрного типу. Спеціалізація молочно-зернова.
З крайовим центром район з'єднаний річковим та автомобільним транспортними шляхами.
Пріоритетними напрямками розвитку району є створення умов для ефективної діяльності агропромислового комплексу.